# Mortefontaine-en-Thelle
Mortefontaine-en-Thelle és un municipi francès, situat al departament de l'Oise i a la regió dels Alts de França. L'any 2007 tenia 831 habitants.

## Demografia

### Població
El 2007 la població de fet de Mortefontaine-en-Thelle era de 831 persones. Hi havia 264 famílies de les quals 40 eren unipersonals (12 homes vivint sols i 28 dones vivint soles), 60 parelles sense fills, 156 parelles amb fills i 8 famílies monoparentals amb fills.
La població ha evolucionat segons el següent gràfic:
Habitants censats

### Habitatges
El 2007 hi havia 302 habitatges, 277 eren l'habitatge principal de la família, 15 eren segones residències i 10 estaven desocupats. 298 eren cases i 1 era un apartament. Dels 277 habitatges principals, 259 estaven ocupats pels seus propietaris, 11 estaven llogats i ocupats pels llogaters i 7 estaven cedits a títol gratuït; 4 tenien una cambra, 8 en tenien dues, 25 en tenien tres, 64 en tenien quatre i 176 en tenien cinc o més. 230 habitatges disposaven pel capbaix d'una plaça de pàrquing. A 91 habitatges hi havia un automòbil i a 175 n'hi havia dos o més.

### Piràmide de població
La piràmide de població per edats i sexe el 2009 era:
| Homes | Edats   | Dones |
| ----- | ------- | ----- |
| 0     | 95 o +  | 0     |
| 0     | 90 a 94 | 0     |
| 0     | 85 a 89 | 0     |
| 0     | 80 a 84 | 4     |
| 8     | 75 a 79 | 8     |
| 4     | 70 a 74 | 0     |
| 8     | 65 a 69 | 16    |
| 12    | 60 a 64 | 12    |
| 36    | 55 a 59 | 28    |
| 4     | 50 a 54 | 20    |
| 52    | 45 a 49 | 28    |
| 36    | 40 a 44 | 32    |
| 40    | 35 a 39 | 40    |
| 12    | 30 a 34 | 20    |
| 28    | 25 a 29 | 16    |
| 8     | 20 a 24 | 8     |
| 24    | 15 a 19 | 48    |
| 36    | 10 a 14 | 28    |
| 16    | 5 a 9   | 48    |
| 16    | 0 a 4   | 28    |

## Economia
El 2007 la població en edat de treballar era de 567 persones, 441 eren actives i 126 eren inactives. De les 441 persones actives 407 estaven ocupades (216 homes i 191 dones) i 34 estaven aturades (17 homes i 17 dones). De les 126 persones inactives 38 estaven jubilades, 54 estaven estudiant i 34 estaven classificades com a «altres inactius».

### Ingressos
El 2009 a Mortefontaine-en-Thelle hi havia 283 unitats fiscals que integraven 870 persones, la mediana anual d'ingressos fiscals per persona era de 21.680 €.

### Activitats econòmiques
Dels 30 establiments que hi havia el 2007, 1 era d'una empresa de fabricació de material elèctric, 6 d'empreses de fabricació d'altres productes industrials, 7 d'empreses de construcció, 2 d'empreses de comerç i reparació d'automòbils, 2 d'empreses d'hostatgeria i restauració, 3 d'empreses d'informació i comunicació, 3 d'empreses immobiliàries, 4 d'empreses de serveis i 2 d'empreses classificades com a «altres activitats de serveis».
Dels 10 establiments de servei als particulars que hi havia el 2009, 1 era un taller d'inspecció tècnica de vehicles, 1 fusteria, 3 lampisteries, 1 electricista, 1 empresa de construcció, 2 restaurants i 1 saló de bellesa.

## Equipaments sanitaris i escolars
El 2009 hi havia una escola elemental.

## Poblacions més properes
El següent diagrama mostra les poblacions més properes.